# Atari ANTIC

Anschlüsse des 40-poligen ANTIC-Chips

Der Alphanumeric Television Interface Controller (ANTIC) ist ein Mikroprozessor des US-amerikanischen Herstellers Atari, der verschiedene Aufgaben hauptsächlich im Bereich der Grafikerzeugung übernimmt. Er wurde eingesetzt in den Heimcomputern Atari 400, Atari 800, den Modellen der XL- und XE-Reihe sowie in der Spielekonsole Atari 5200.

## Arbeitsweise
Der ANTIC kann wie der 6502-Hauptprozessor auch per Direct Memory Access (DMA) auf den gesamten Arbeitsspeicher zugreifen, etwa um die für ihn bestimmten Programmanweisungen und Daten auszulesen. Bei diesen Zugriffen wird gleichzeitig der Hauptprozessor angehalten, wobei die Haltedauer je nach Umfang und Art der Bilderzeugung bis zu 36 Prozent der sonst möglichen maximalen CPU-Ausführungszeit betragen kann (bei bis zu 192 angezeigten Rasterzeilen).
Obgleich der ANTIC nur über wesentlich weniger komplexe Anweisungen als der 6502-Mikroprozessor verfügt, bietet er doch eine Fülle von Möglichkeiten zum benutzerdefinierten Erstellen des Bildinhaltes. Die dazu benötigte Anweisungsliste Display List mit Leerzeilen-, Sprung- und Anzeigebefehlen ist durch das Betriebssystem des Computers oder den Benutzer zuvor im Arbeitsspeicher zu hinterlegen. Mithilfe der Anzeigebefehle kann pro Bildschirmzeile eine der vordefinierten Text- und Punktgrafikstufen gewählt werden. Diese ANTIC-Darstellungsmodi sind dabei pro Zeile frei wählbar, wodurch sie vertikal beliebig gemischt werden können.
Die Auflösung der Textstufen reicht von 20 bis zu 40 Zeichen pro Zeile bei bis zu 30 Zeilen. In der höchstaufgelösten Grafikstufe sind 320 × 240 Pixel (Buchstabenwort aus dem englischen Picture Element, zu deutsch etwa Bildelement) möglich. Allerdings sind bei Atari-Rechnern mit der Bildschirmnorm NTSC einige der oberen und unteren Bildschirmzeilen auf dem Bildgerät nicht sichtbar, weswegen die von den Betriebssystemen bereitgestellten Grafikmodi nur 192 Rasterzeilen nutzen.
Daneben ermöglicht der ANTIC bei Erreichen oder Verlassen bestimmter Bildschirmpositionen, d. h. synchron zum Bildaufbau, die Ausführung von CPU-Unterprogrammen durch den Display List Interrupt, einen nicht-maskierbaren Interrupt. Damit können insbesondere zeilenabhängige Manipulationen am Bildschirm vorgenommen werden, wozu beispielsweise das Ändern der Farben gehört. Der ANTIC unterstützt auch das Scrolling, d. h. die weiche Feinverschiebung des Bildschirminhalts.
Nach dem Laden der Bildinformationen verarbeitet und überträgt der ANTIC die Daten bildpunktweise an einen zweiten Baustein, den CTIA beziehungsweise GTIA. Dieser ergänzt weitere Bildbestandteile und generiert die eigentliche Fernsehausgabe.